# Germà Gordó
Germà Gordó i Aubarell (Puebla de Segur, Lérida; 1963) es un abogado español, licenciado en Derecho por la Universidad de Barcelona (UB). Ha sido diputado y Presidente de la Comisión de Justicia del Parlamento de Cataluña y consejero de Justicia de la Generalidad de Cataluña desde 2012 a 2016.
En las elecciones del 21-D, su nuevo partido Convergents terminó no presentándose.
Germà Gordó es también Diplomado en Estudios Europeos por la Universidad de Ciencias Sociales de Grenoble, en Función Gerencial en las Administraciones Públicas por ESADE, en Control de Gestión por ESADE, en Función Directiva en las Organizaciones Públicas y Privada de ESADE y en Liderazgo de organizaciones por el IESE.

## Biografía
Gordó es padre de tres hijos y está casado con Roser Bach i Fabregó, magistrada y vocal del Consejo General del Poder Judicial. Es director de la Asociación Barcelona 2020.

## Trayectoria
Con una dilatada trayectoria, tanto en el ámbito privado como en el público, ha sido responsable de Relaciones Institucionales de la Consejería de Enseñanza de la Generalidad de Cataluña entre los años 1988 y 1993, así como coordinador de la Secretaría General de este mismo departamento entre los años 1993 y 1996.
Desde 1996 y hasta el año 2000, se hizo cargo de la Secretaría General de la Asociación Catalana de Municipios y Comarcas (ACM), hasta que en 1999 fue nombrado secretario general del Departamento de Agricultura, Ganadería y Pesca de la Generalidad, responsabilidad que ejerció hasta el 2003.
Ha sido secretario de Gobierno de la IX legislatura autonómica de Cataluña.
Gordó fue diputado de Junts pel Sí en la XI legislatura autonómica de Cataluña pero la decisión del Tribunal Superior de Justicia de Cataluña de abrir diligencias contra su persona por su presunta vinculación con una posible financiación irregular de Convergencia Democrática de Cataluña lo llevó a abandonar el Partido Demócrata Europeo Catalán y a mantener su escaño como diputado no adscrito.
Junto a Teresa Maria Pitarch impulsó la plataforma Nova Convergencia, que mediados de noviembre de 2017 se inscribió con el nombre de Convergents en el Registro Central de Partidos Políticos.

## Casos de corrupción
Germà Gordó es citado en numerosos casos de corrupción con el partido CDC y al menos desde 2017 está siendo investigado por el Tribunal Superior de Justicia de Cataluña (TSJC) por tráfico de influencias, soborno y malversación de fondos públicos en el marco del caso 3%. El 15 de septiembre de 2017 el juez del TSJC le permitió viajar al extranjero y también mantener su móvil al entender que "no había indicio de que tuviera dinero en el extranjero."